# بن (دستور زبان)
بُن یا وادرت
 یا ریشه یا مادّه یا اصل یا پایهٔ فعل، در دستور زبان فارسی به جزء اصلی، ثابت و 
کاستنیِ فعل می‌گویند که پس از برداشتنِ همهٔ عناصر الحاقی بر جای می‌ماند. بن، در هر ساختی از فعل دربردارندهٔ مفهوم کار یا حالت یا وجود و اِسناد است. در فعل‌های «می‌خورم»، «می‌خوری»، «می‌خورَد»، «بخورید»، «بخورند»، «خورده‌ام»، «خورده‌ای»، «می‌خوردم»، «می‌خوردیم»، «خورده باشید»، و «خواهی خورد»، کاری که انجام گرفته «خوردن» است که در زمان‌های مختلف به اشخاصِ مختلف نسبت داده شده‌است. بااینکه ساختمانِ آنها متفاوت‌اند، در اجزایی باهم مشترکند؛ چنان‌که در ساخت‌های «می‌خورم»، «می‌خوری»، «می‌خورَد»، «بخورید»، «بخورند»، در جزء، «خور»، و ساخت‌های «خورده‌ام»، «خورده‌ای»، «می‌خوردم»، «می‌خوردیم»، «خورده باشید»، و «خواهی خورد»، در جزءِ «خورد» مشترک‌اند. دستهٔ اول که در جزءِ «خور» مشترک‌اند، اغلب برای بیان وقوع فعل در زمان حال به‌کار می‌روند، و فعل‌های دستهٔ دوم که در جزءِ «خورد» مشترک‌اند، اغلب برای بیان وقوع فعل در زمان گذشته به‌کار می‌روند. از این دو جزء، یعنی «خور» و «خورد» مفهوم اصلی فعل به‌دست می‌آید. این جزءها را «بن»های فعل می‌گوییم. هر فعلی دو «بن» دارد: بن مضارع که ساخت‌های زمان حال و امر از آن ساخته می‌شود، و بن ماضی که ساخت‌های زمان‌های گذشته و آینده از آن ساخته می‌شود. از فعل‌های دوگانهٔ فعل، علاوه بر افعالِ زمان‌های حال و گذشته و آینده و امر، مشتقات دیگری نیز ساخته می‌شود.
یکی از تفاوت‌های فعل با سایر اقسام کلمه این است که فعل دارای ریشه و مادّه است و کلمات دیگر نه؛ مگر آنهایی که از فعل گرفته شده باشند؛ مانند «خندان» و «پرستار» و «ساختار» که به‌ترتیب از فعل‌های «خندیدن» و «پرستیدن» و «ساختن» گرفته شده‌اند. در فعل‌های یادشده، «خند» و «پرست» بن مضارع‌اند و «ساخت» بن ماضی است. برخی معتقدند که بن در «ساخت» (که خود بن ماضی است)، «ساخـ» است (بن مضارعِ آن «ساز» است: می‌سازم). از بن مضارع و بن ماضی، ساختارهای غیرفعلی به شکل‌های گوناگون مشتق می‌شود؛ مانند ساختارهای وصفی (صفت و صفت‌گونه) و اسمی و قیدی. مانند ورزش دلخوری  که بن فعل ندارند
در «ساخت» و «خورد» (هر دو بن ماضی)، «ساقه» یا «تنه» (به انگلیسی: stem؛ به فرانسوی: radical) آمیزه‌ای است از ریشه و پسوندِ ماده‌ساز (به فرانسوی: suffixe thématique)، که از بن‌های «ساخـ» و «خور» و پسوندهای مادّه‌سازِ «ت» و «د» ساخته شده‌اند.

## بن در فعل‌های باقاعده و بی‌قاعده
در فعل‌های باقاعده (قاعده‌دار)، بن مضارع و بن ماضی یکسان‌اند؛ به‌عنوان مثال، در «خوردن» و «ماندن» و «افتادن»، «خور» و «مان» و «افت» بن مضارع، و «خورد» و «ماند» و «افتاد» بن ماضی‌اند.
در فعل‌های بی‌قاعده، بن مضارع و بن ماضی متفاوت‌اند؛ به‌عنوان مثال، در «دیدن» و «شدن»، «بین» و «شو» بن مضارع، و «دید» و «شد» بن ماضی‌اند.

### بی‌قاعده‌های منظم
فرشیدورد نوشته‌است (نقل با اندکی تصرّفِ اصطلاحی و رسم‌الخطی): نوع دیگری فعل داریم که هم بی‌قاعده است و باقاعده؛ به‌این‌معنی که بن ماضی و مضارع آنها طبق قواعدی خاص با دیگری تقابل دارد؛ مانند: «خ» در بن ماضی («ساخ» و «سوخ» و «ریخ» در «ساخت» و «سوخت» و «ریخت»)، که طبق قاعدهٔ منظمی، با «ز» در مضارع دارای تقابل است؛ یعنی «ساخ» و «سوخ» و «ریخ» ماضی، تقابل دارند با «ساز» و «سوز» و «ریز» در مضارع. بنابراین، «خ» در بن ماضی در مقابلِ «ز» در بن مضارع قرار دارد. همچنین، در فعل‌های «داشتن» و «نگاشتن» و «پنداشتن» بن مضارع، به‌ترتیب، عبارت است از: «دار» و «نگار» و «پندار»، که با «ش» در بن ماضیِ آنها (یعنی «داشت» و «نگاشت» و «پنداشت») تقابل دارد.

## پسوندهای بن‌ساز (مادّه‌ساز)
پسوندِ بن‌ساز (مادّه‌ساز) عنصری است که به بن (ریشهٔ اصلیِ فعل) می‌پیوندد و بن ماضی و مصدر می‌سازد. پسوندهای بن‌ساز (مادّه‌سازِ) امروز عبارت‌اند از «ت» و «د» و گونه‌های مختلفِ آن دو. این پسوندها و گونه‌های مختلفِ آنها ممکن است به فعل‌های باقاعده بچسبند، مانند: «ترسید»، «کوشید»، «گسترد»، «گزارد»؛ و ممکن است به فعل‌های بی‌قاعده بپیوندند، مانند: «دید»، «چید»، «زد»، «شکست»، «بود»، «شد».

### صورت‌ها و گونه‌های مختلفِ پسوند بن‌ساز (مادّه‌سازِ) «ت»
1. «ت» مجرد (تنها)؛ مانند: «سُفت»، «یافت»، «خواست»، «شکست»، «گذشت»، «ریخت»، «فروخت».
2. «یست»؛ مانند: «نگریست» (باقاعده).
3. «ـِست»؛ مانند: «دانست»، «توانست»، «مانِست»، «شایست»، «یارست» (باقاعده).
4. «ـِفت»؛ مانند: «گرفت» (بی‌قاعده).
5. «ـُفت»؛ مانند: «پذیرفت» (باقاعده).
6. «ـِشت»؛ مانند: «نهشت» (باقاعده).[۸]

### صورت‌ها و گونه‌های مختلفِ پسوند بن‌ساز (مادّه‌سازِ) «د»
1. «د» مجرد (تنها)؛ مانند: «گسترد»، «گمارد»، «پژمرد»، «انجیرد»، «آشورد»، «افشاند»، «افکند»، «زد»، «چید»، «نمود»، «داد».
2. «اد»؛ مانند: «افتاد»، «نهاد»، «ایستاد»، «فرستاد» (باقاعده).
3. «ید»؛ مانند: «پرسید»، «ترسید»، «دوید»، و ده‌ها نظیر آنها (باقاعده).[۹][۱۰]